# Distrikt Poroy
Der Distrikt Poroy liegt in der Provinz Cusco der Region Cusco in Südzentral-Peru. Der Distrikt wurde am 10. Juni 1955 gegründet. Er hat eine Fläche von 14,96 km². Beim Zensus 2017 lebten 2436 Einwohner im Distrikt. Im Jahr 1993 lag die Einwohnerzahl bei 1587, im Jahr 2007 bei 4462. Die Distriktverwaltung befindet sich in der Ortschaft Poroy mit 1410 Einwohnern (Stand 2017).

## Geographische Lage
Der Distrikt Poroy liegt im äußersten Nordwesten der Provinz Cusco. Die 3499 m hoch gelegene Ortschaft Poroy befindet sich 7 km westnordwestlich vom Stadtzentrum der Regionshauptstadt Cusco. Bei Aguas Calientes befindet sich die bekannte Ruinenstadt Machu Picchu. 
Der Distrikt Poroy grenzt im Westen an den Distrikt Pucyura (Provinz Anta), im Nordwesten an den Distrikt Cachimayo (ebenfalls in der Provinz Anta), im Osten an den Distrikt Cusco sowie im Süden an den Distrikt Ccorca.

## Verkehr

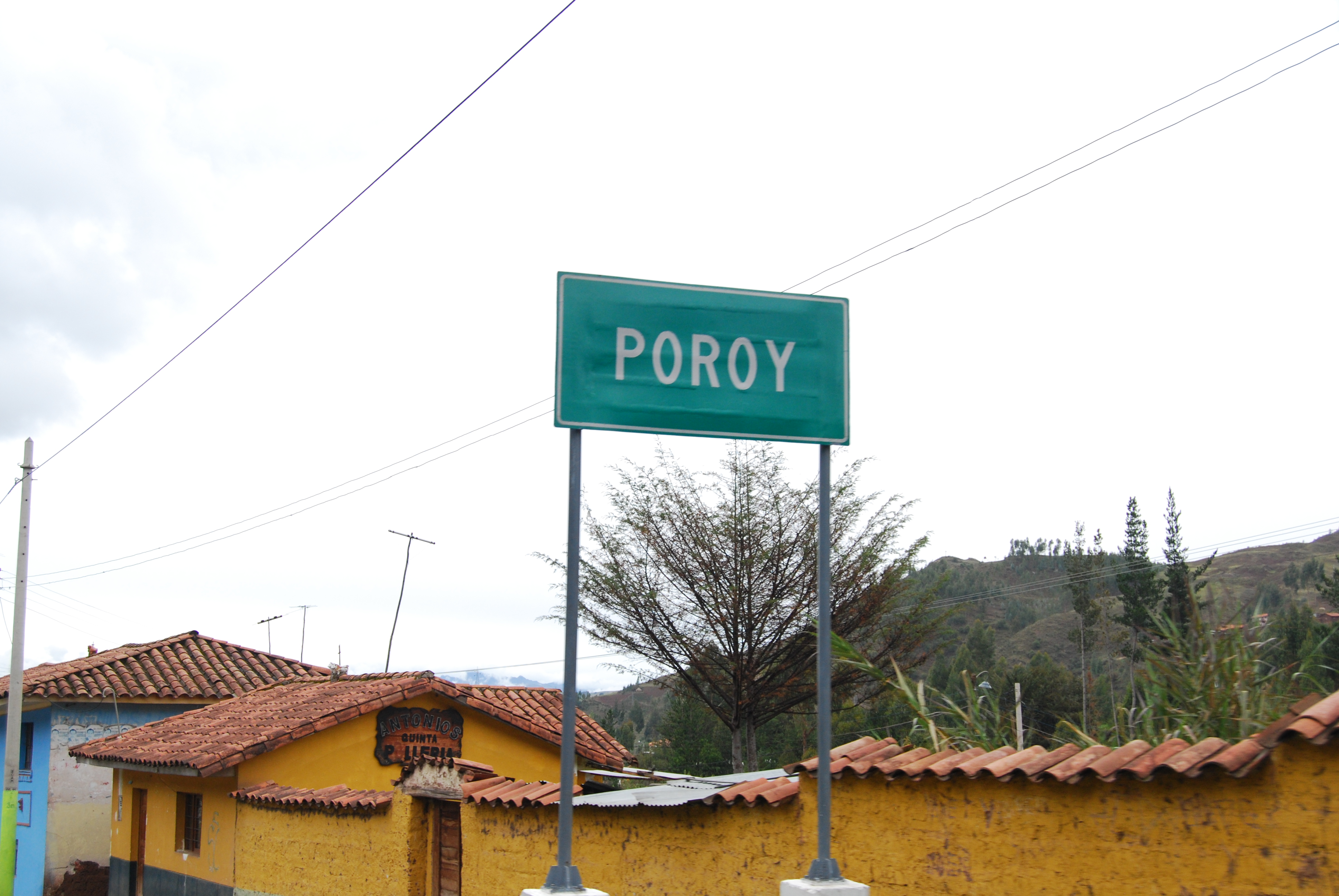
Ortseingangsschild

Die Nationalstraße 3S von Cusco nach Abancay führt durch Poroy.
Poroy liegt auch an der Bahnstrecke Cusco–Quillabamba.